# Sulnówko
Sulnówko – wieś w Polsce położona w województwie kujawsko-pomorskim, w powiecie świeckim, w gminie Świecie.
W latach 1975–1998 miejscowość administracyjnie należała do województwa bydgoskiego. Według Narodowego Spisu Powszechnego (III 2011 r.) liczyła 519 mieszkańców. Jest piątą co do wielkości miejscowością gminy Świecie.
Nad jeziorem Deczno znajduje się kąpielisko.